# ناکری
ناکری (به چکی: Nákří) یک منطقهٔ مسکونی در جمهوری چک است که در شهرستان چسکه بودیوویتسه واقع شده‌است. ناکری ۶٫۶۸ کیلومتر مربع مساحت و ۲۲۳ نفر جمعیت دارد و ۴۰۷ متر بالاتر از سطح دریا واقع شده‌است.